# Wapato
Wapato az Amerikai Egyesült Államok északnyugati részén, Washington állam Yakima megyéjében elhelyezkedő város. A 2010. évi népszámlálási adatok alapján 4997 lakosa van.

## Történet
Simcoe települést 1885-ben alapította Alexander McCredy a Northern Pacific Railway vasútvonala mentén. Az 1887-es Dawes Act lehetővé tette, hogy az indián rezervátumok területét telkenként értékesítsék, ezáltal további telepesek érkeztek. Az Irwin-csatorna 1896-os elkészültével a mezőgazdaság meghatározó ágazat lett. Az 1900-as évek elején McCreedy és George Rankin létrehozták a Wapato Development Companyt, megnyitották a település első bankját, majd a telkek értékesítésébe kezdtek. A Fort Simcoe-val való összekeverhetőség miatt a helység nevét 1903-ban megváltoztatták. Az 1906-os Jones Act további telepeseket vonzott a térségbe. Wapato 1908. szeptember 16-án kapott városi rangot.
1905-től számos japán telepedett le a régióban, így 1916 és 1918 között kialakult a japán negyed. Seattle után a Yakima-völgyben élt a legtöbb japán (több mint ezer fő), akik Wapatóban buddhista templomot létesítettek. Franklin D. Roosevelt 9066-os számú rendeletével elrendelte a japánok internálását, így az itt élőknek 1942-ben el kellett hagyniuk a települést. A második világháború során a gyümölcsösökben a munkatáborba zárt németek és az internált japánok dolgoztak. A háború után kieső munkaerőt a Mexikóval kötött megállapodás alapján spanyol ajkúakkal pótolták.
2012-ben az önkormányzat engedélyezte sztriptízklubok nyitását, ez egy helyi lakos szerint „Wapatót felteszi a térképre”.

## Éghajlat
A város éghajlata mediterrán (a Köppen-skála szerint Csb).
| Hónap                         | Jan.  | Feb.  | Már.  | Ápr. | Máj. | Jún. | Júl. | Aug. | Szep. | Okt.  | Nov.  | Dec.  | Év    |
| ----------------------------- | ----- | ----- | ----- | ---- | ---- | ---- | ---- | ---- | ----- | ----- | ----- | ----- | ----- |
| Rekord max. hőmérséklet (°C)  | 20,0  | 22,2  | 30,0  | 34,4 | 38,9 | 40,0 | 43,3 | 40,6 | 38,3  | 31,7  | 23,9  | 20,0  | 43,3  |
| Átlagos max. hőmérséklet (°C) | 4,4   | 8,9   | 14,4  | 18,3 | 23,3 | 27,2 | 31,7 | 31,7 | 26,7  | 18,9  | 10,0  | 2,8   | 18,2  |
| Átlagos min. hőmérséklet (°C) | −3,9  | −2,8  | 0,6   | 3,9  | 8,3  | 11,7 | 15,0 | 13,9 | 8,3   | 2,8   | −1,7  | −5,0  | 4,3   |
| Rekord min. hőmérséklet (°C)  | −30,0 | −29,4 | −14,4 | −7,8 | −3,3 | 0,6  | 2,2  | 1,7  | −5,0  | −11,1 | −22,8 | −32,8 | −32,8 |
| Átl. csapadékmennyiség (mm)   | 26    | 18    | 15    | 14   | 19   | 17   | 7    | 7    | 9     | 14    | 28    | 36    | 210   |
| Forrás: The Weather Channel   |       |       |       |      |      |      |      |      |       |       |       |       |       |

## Népesség
A 2010-es népszámláláskor a városnak 4997 lakója, 1240 háztartása és 1045 családja volt. A népsűrűség 1671,2 fő/km2. A lakóegységek száma 1293, sűrűségük 432,4 db/km2. A lakosok 17,2%-a fehér, 0,3%-a afroamerikai, 6,6%-a indián, 1,3%-a ázsiai, 0,1%-a a Csendes-óceáni szigetekről származik, 70,6%-a egyéb, 3,9%-a pedig kettő vagy több etnikumú. A spanyol vagy latino származásúak aránya 84,2% (   )
A háztartások 64,7%-ában élt 18 évnél fiatalabb. 51,1% házas, 22,7% egyedülálló nő, 10,4% egyedülálló férfi, 15,7% pedig nem család. 11,7% egyedül élt; 5,3%-uk 65 éves vagy idősebb. Egy háztartásban átlagosan 3,88 személy élt; a családok átlagmérete 4,12 fő.
A medián életkor 24,9 év volt. A város lakóinak 37%-a 18 évesnél fiatalabb, 13,1% 18 és 24 év közötti, 27,2%-uk 25 és 44 év közötti, 16,1%-uk 45 és 64 év közötti, 6,7%-uk pedig 65 éves vagy idősebb. A lakosok 50,5%-a férfi, 49,5%-a pedig nő.

## Fordítás
Ez a szócikk részben vagy egészben  a   Wapato, Washington című angol Wikipédia-szócikk ezen változatának fordításán alapul.  Az eredeti cikk szerkesztőit annak laptörténete sorolja fel. Ez a jelzés csupán a megfogalmazás eredetét és a szerzői jogokat jelzi, nem szolgál a cikkben szereplő információk forrásmegjelöléseként.